# Twórcza destrukcja
Twórcza destrukcja – wyrażenie pojawiające się w pracach Michaiła Bakunina, Fryderyka Nietzschego oraz Wernera Sombarta. W Kapitalizmie, socjalizmie, demokracji austriacki ekonomista Joseph Schumpeter spopularyzował ten termin, używając go do opisu procesu transformacji, która towarzyszy przełomowemu odkryciu. W wizji kapitalizmu Schumpetera ciągłe pojawianie się nowych przedsiębiorców z rewolucyjnymi pomysłami stanowi siłę, która jest w stanie podtrzymywać długotrwały rozwój ekonomiczny. Ekonomista akceptował fakt, że taka zmiana powoduje utratę pozycji przez przedsiębiorstwa, które wcześniej cieszyły się ugruntowaną, nawet monopolistyczną, pozycją rynkową.

## Teoria i przykłady
Przedsiębiorstwa, które w swoim czasie rewolucjonizowały i dominowały w nowych gałęziach przemysłu – np. Xerox w dziedzinie kopiarek, a Polaroid w dziedzinie fotografii błyskawicznej – doświadczały później spadku dochodów i ograniczenia swojej dominacji, w chwili gdy konkurenci przedstawiali lepsze produkty lub ograniczali koszty produkcji. Wal-Mart jest przykładem przedsiębiorstwa z rynku amerykańskiego, które zdobyło silną pozycję dzięki zastosowaniu nowych metod w zarządzaniu zapasami, w marketingu i w zarządzaniu personelem. Dzięki temu mogła pokonać niższymi cenami starsze i mniejsze przedsiębiorstwa działające na rynku sprzedaży detalicznej. Podobnie jak Wal-Mart wyparł z rynku mniej dynamiczne przedsiębiorstwa, tak obecnie sam jest zagrożony przez nowych konkurentów.
Udany wynalazek pozwala zdobyć chwilowo silną pozycję rynkową kosztem pozycji i zysków starszych graczy. Wraz z upływem czasu, siła wynalazku maleje, ponieważ pojawiają się coraz lepsze pomysły kolejnych uczestników rynku. Twórcza destrukcja jest tak nośną koncepcją, gdyż tłumaczy dynamikę zmiany w przemyśle i wahań pomiędzy rynkiem konkurencyjnym a monopolistycznym. Koncepcja ta zainspirowała twórców modeli endogenicznych wzrostu gospodarczego i ekonomii ewolucyjnej.
Zwolnienia pracowników w zanikających przedsiębiorstwach lub u producentów wypieranych przez posiadaczy nowszych pomysłów to cena, jaką społeczeństwo płaci za dostarczanie nowszych dóbr. Z drugiej strony, zmieniająca się gospodarka tworzy nowe możliwości dla pracowników, którzy mogą uczestniczyć w pracach bardziej twórczych i produktywnych przedsiębiorstw. Warunkiem jest zdobycie nowych umiejętności, które nie były wymagane przy poprzedniej generacji produktów.
Poniżej przedstawiono typy zmian powodujących twórczą destrukcję:
- Nowe rynki lub produkty,
- Nowy sprzęt,
- Nowe źródło siły roboczej lub surowców,
- Nowa metoda organizacji pracy lub zarządzania,
- Nowa metoda zarządzania zapasami,
- Nowa metoda transportu,
- Nowa metoda komunikacji,
- Nowa metoda w reklamie lub marketingu,
- Nowy instrument finansowy.

## Historia
Wyrażenie twórcza destrukcja zostało wprowadzone do języka debaty ekonomicznej poprzez książkę Schumpetera Kapitalizm, socjalizm, demokracja (1942). Najprawdopodobniej początek dała książka Cykle koniunkturalne (1939). Światu Zachodniemu autor przedstawił w niej Nikołaja Kondratiewa i jego cykle, o których wierzył, że są wywoływane przez wynalazki. Teorie Schumpetera nie są zwykle włączane do podręczników studiów pierwszego stopnia, które koncentrują się na teoriach konkurencji doskonałej oraz statycznej podaży i popycie. Schumpeter twierdził, że te podejścia mają mało wspólnego z tym, jak zachowuje się rynek w rzeczywistym świecie.
W 1992 r. pomysł twórczej destrukcji został przełożony na formalny język matematyczny przez Philippe’a Aghiona i Petera Howitta w pracy A Model of Growth through Creative Destruction opublikowanej w czasopiśmie akademickim „Econometrica”.
W 1995 r. Richard L. Nolan i David C. Croson opublikowali Creative Destruction: A Six-Stage Process for Transforming the Organization. Książka promowała zmniejszanie nadmiarowego zatrudnienia, które miało uwalniać środki inwestowane następnie w celu uzyskania przewagi konkurencyjnej.
Później koncepcja twórczej destrukcji została użyta przez Maxa Page’a w The Creative Destruction of Manhattan, 1900-1940 (1999). Książka śledzi jak Manhattan był wielokrotnie przebudowywany, a proces ten oznaczał likwidację wielu wcześniejszych konstrukcji.

## Wybrane publikacje
- Philippe Aghion, Peter Howitt. A Model of Growth through Creative Destruction. „Econometrica”. 60 (2), s. 323-351, 1992. [dostęp 2015-09-02].